# Космин Контра
Космин Маријус Контра (рум. Cosmin Marius Contra; 15. децембар 1975) је бивши румунски фудбалер, који је играо на позицији десног бека, тренутно је фудбалски тренер.

## Играчка каријера

### Клупска каријера
Контра је рођен у Темишвару, и у локалној Политехници започео професионалну каријеру. Године 1996. прелази у Динамо Букурешт, где игра 3 године и онда прелази у шпански Алавес. У Алавесу игра редовно, а у другој сезони бива важан играч Алавеса у Купу УЕФА, где је Алавес стигао до финала. Због својих наступа био је у УЕФА тиму године 2001. Након 2 успешне сезоне у Алавесу прелази у Милан, где остаје само годину дана. Потом се враћа у Шпанију и прелази у Атлетико Мадрид, где игра редовно, а у другој не игра много утакмица због повреде скочног зглоба. Кратке позајмице је провео у Вест Бромвич Албион и Политехници, а онда је сезоне 2005/06 играо на позајмици у Хетафеу.
Играо је редовно у Хетафеу, па је од сезоне 2006/07 постао члан тог клуба. Исте сезоне је са Хетафеом дошао до финала Купа Шпаније, где је Хетафе изгубио од Севиље. Следеће сезоне је са Хетафеом опет дошао до финала Купа Шпаније, где је Хетафе изгубио од Валенсије, а у Купу УЕФА са Хетафеом је стигао до четвртфинала, где је Контра постигао гол на обе утакмице против Бајерн Минхена. Године 2010. са тренером Мичелом није имао добре односе и Мичел га је уклонио из тима, Контра је потом поново отишао у Политехнику.

### Репрезентативна каријера
Контра је за репрезентацију Румуније наступао на 73 утакмице и постигао 7 голова. Био је део репрезентације на Европским првенствима 2000. и 2008.

## Тренерска каријера
Своју тренерску каријеру Контра је почео у Политехници, истом клубу где је почео и играчку каријеру, као тренер-играч. У јулу 2012. године постао је тренер шпанске Фуенлабраде, али је после само 11 утакмица прихватио понуду Петролула у вратио се у Румунију. У првој сезони је са Петролулом освојио Куп Румуније, победивши Клуж у финалу резултатом 1:0, а у Првој лиги Румуније је завршио на трећем месту и тако обезбедио квалификације за Лигу Европе.
Фебруара 2017. постаје тренер Динама из Букурешта, са којим осваја Лига куп Румуније, победом над Политехником у финалу 2:0. Остаје у Динаму све до септембра исте године када постаје селектор Румуније. Иако је обезбедио бараж у Лиги нација, због лоших резултата у квалификацијама за Европско првенство 2020. смењен је у новембру 2019. Августа 2020. се вратио у Динамо Букурешт, међутим остаје само до децембра исте године.

## Трофеји

### Играчка каријера
Индивидуални
- Румунски фудбалер године: 2001
- УЕФА тим године: 2001

### Тренерска каријера
Петролул Плоешти
- Куп Румуније: 2012/13

Динамо Букурешт
- Лига куп Румуније: 2016/17